# Penisola di Stad
La penisola di Stad, o Statt o Stadt, nota anche come Stadlandet, è situata nella parte nord-occidentale della contea di Vestland, in Norvegia.
Convenzionalmente la parte terminale della penisola è considerata la demarcazione tra il mare del Nord a sud e il mare di Norvegia a nord.

## Geografia
La penisola consiste quasi esclusivamente di un altipiano di circa 500 m e culminate nel picco Tarvaldsegga (645 m). Diverse valli si sviluppano lungo la penisola ma l'estremità occidentale è caratterizzata da una ripida scogliera di 497 m a picco sul mare nei pressi di Kjerringa, noto anche come Vestkapp ("capo Ovest").
Il promontorio è delimitato dai fiordi Sildegapet (a sud-ovest) e Vanylvsfjorden (a nord-est), mentre la porzione di mare al larg onord-occidentale di Stad è denominato Stadhavet.
La penisola è compresa interamente nel comune di Selje. Nel 2012 la penisola contava 1 650 abitanti, di cui 407 nel villaggio di Leikanger. A sud si trova il comune di Selje con 651 abitanti (2013). I restanti abitanti della penisola sono divisi nei villaggi di Ervik, Hoddevik, Honningsvåg, Eltvik, Borgundvåg e Årvik.
Il clima nella penisola è rigido, caratterizzato da forti venti. A differenze delle altre penisole norvegesi, questa si protende verso il mare aperto senza la protezione di isole, caratteristica tipica della frastagliata costa del Paese scandinavo, tant'è che è proprio in questa zona che vengono registrati i venti più forti in tutta la Norvegia.
Per facilitare la navigazione nella zona ed identificare la posizione del promontorio, le imbarcazioni in transito facevano riferimento al faro di Svinøy (Svinøy fir), situato 13 km a nord su un piccolo isolotto.

## Nome
Il toponimo Stad deriva dalla parola norrena staðr, che significa "stare" o "fermarsi", ad indicare la necessità per le navi di sostare nei pressi del promontorio in attesa del mare buono per oltrepassare la zona.

## Storia
La zona era abitata già in epoca vichinga. Dragseidet, nella parte centrale della penisola, era il luogo per il quale gli abitanti della zona transitavano quando trascinavano le navi da Leikanger a nord a Drage a sud, per evitare la difficile circumnavigazione del promontorio. Nello stesso luogo, a Dragseidet, furono istituite quattro contee nel 997: a commemorare l'evento fu eretto un monumento e ogni anno qui si tiene la rievocazione storica Dragseidspelet.
Il 30 settembre 1943, durante l'occupazione tedesca nel corso della seconda guerra mondiale, il traghetto per servizio civile "DS Sanct Svithun" in navigazione al largo della penisola di Stad fu accidentalmente bombardato dall'aviazione canadese, causando un incendio a bordo e il successivo affondamento della nave. Gli abitanti del villaggio di Ervik accorsero con piccole barche in soccorso dei sopravvissuti, riducendo le dimensioni della catastrofe. La campana della nave è appesa oggi nella chiesa di Ervik.
Lungo la penisola sorgono diversi resti delle fortezze tedesche della seconda guerra mondiale.

## Tunnel navale
Per via del particolare clima le navi in transito nella zona (tipicamente quelle sulla rotta Bergen-Ålesund) sono esposte a severe condizioni marine, tant'è che è già dal 1870 è allo studio un tunnel per permettere il passaggio di navi sotto il promontorio. Nel 1985 è stato avviato un progetto pilota, finanziato l'anno successivo con la creazione di un'apposita società per la realizzazione dell'infrastruttura. Attualmente il progetto è in fase di pianificazione per la costruzione del tunnel nel tratto più stretto della penisola, tra il fiordo Moldefjorden e Kjødspollen (la parte più interna del Vanylvsfjorden); il tunnel navale di Stad (Stad skipstunnel in norvegese) risulterebbe lungo 1,7 km, alto quasi 37 m e largo circa 36 m, consentendo il transito anche a navi molto grandi, come i traghetti della linea Hurtigruten.
Il progetto dovrebbe cominciare nel 2022 e terminare nel 2025.

## Galleria d'immagini

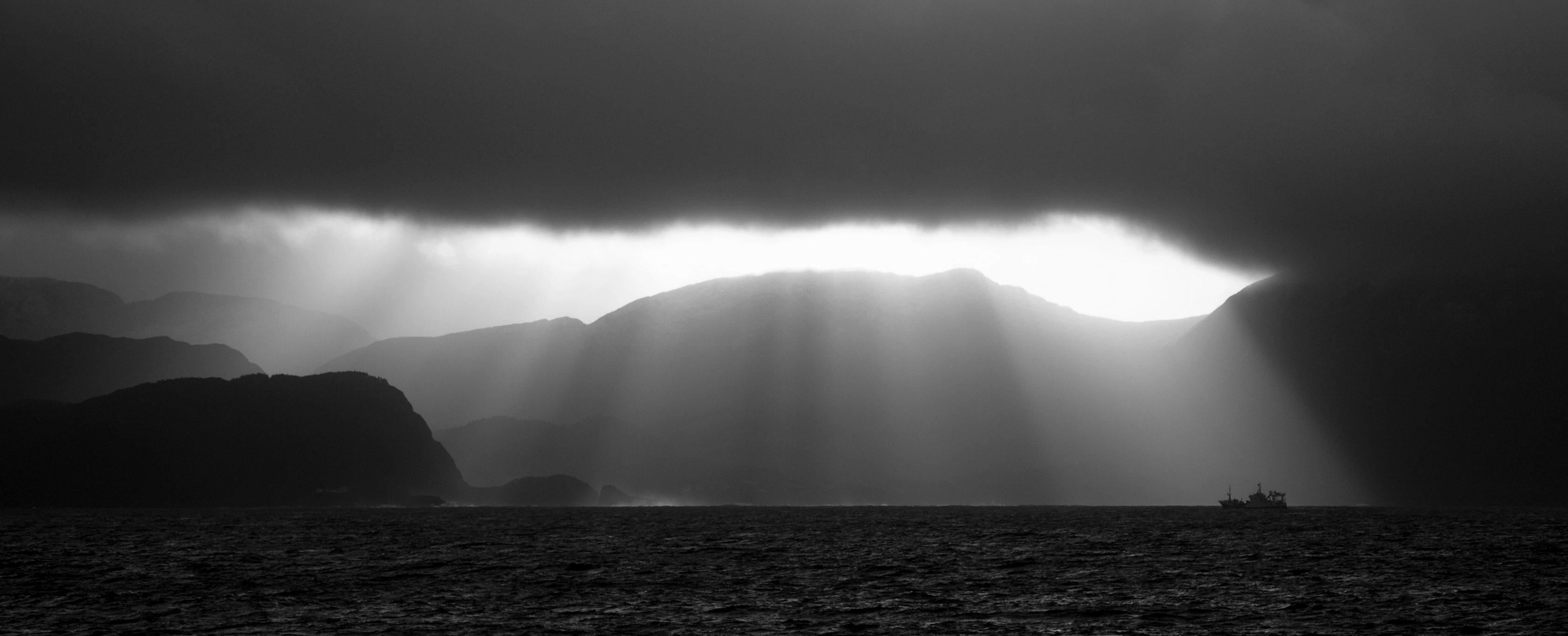
Il mare a Indre Fure.
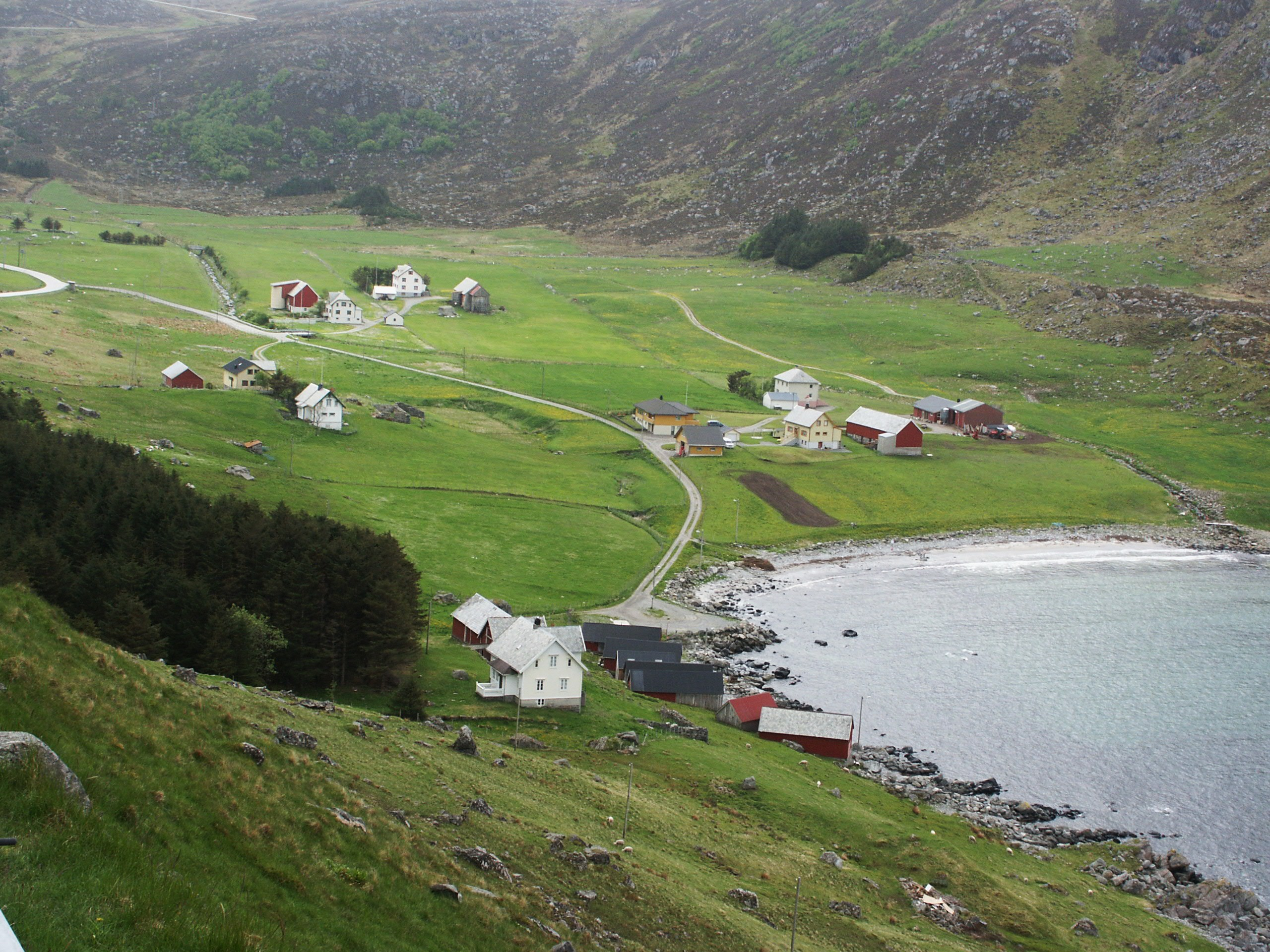
il villaggio di Årvik.
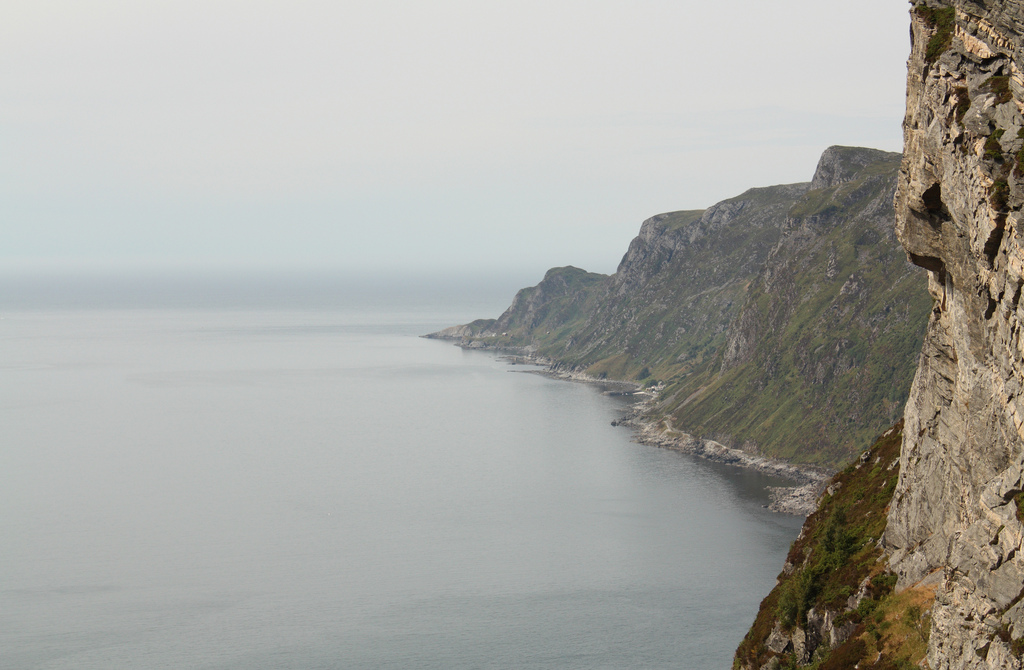
Vista di Fure.

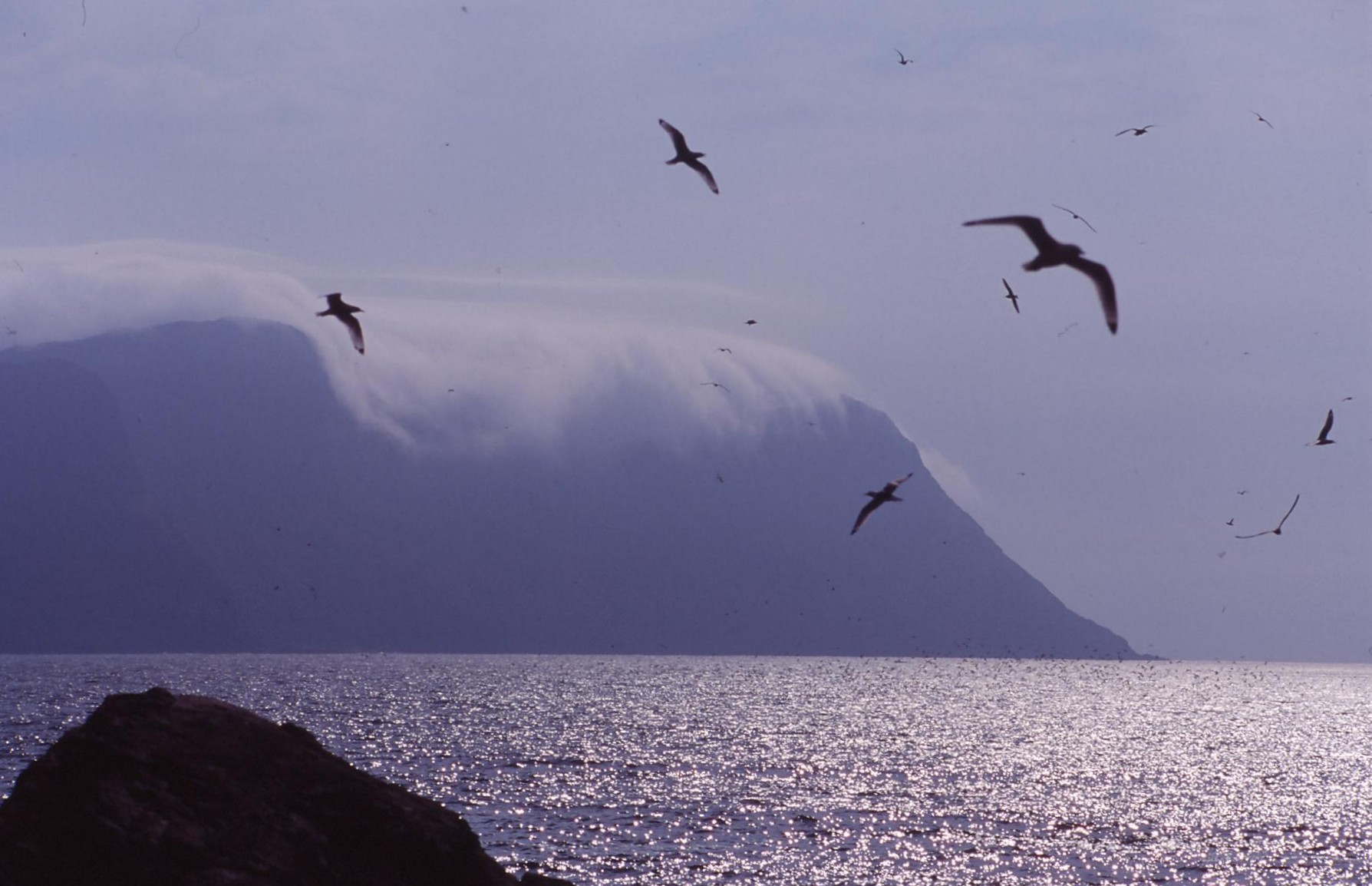
La penisola di Stad vista da Runde.
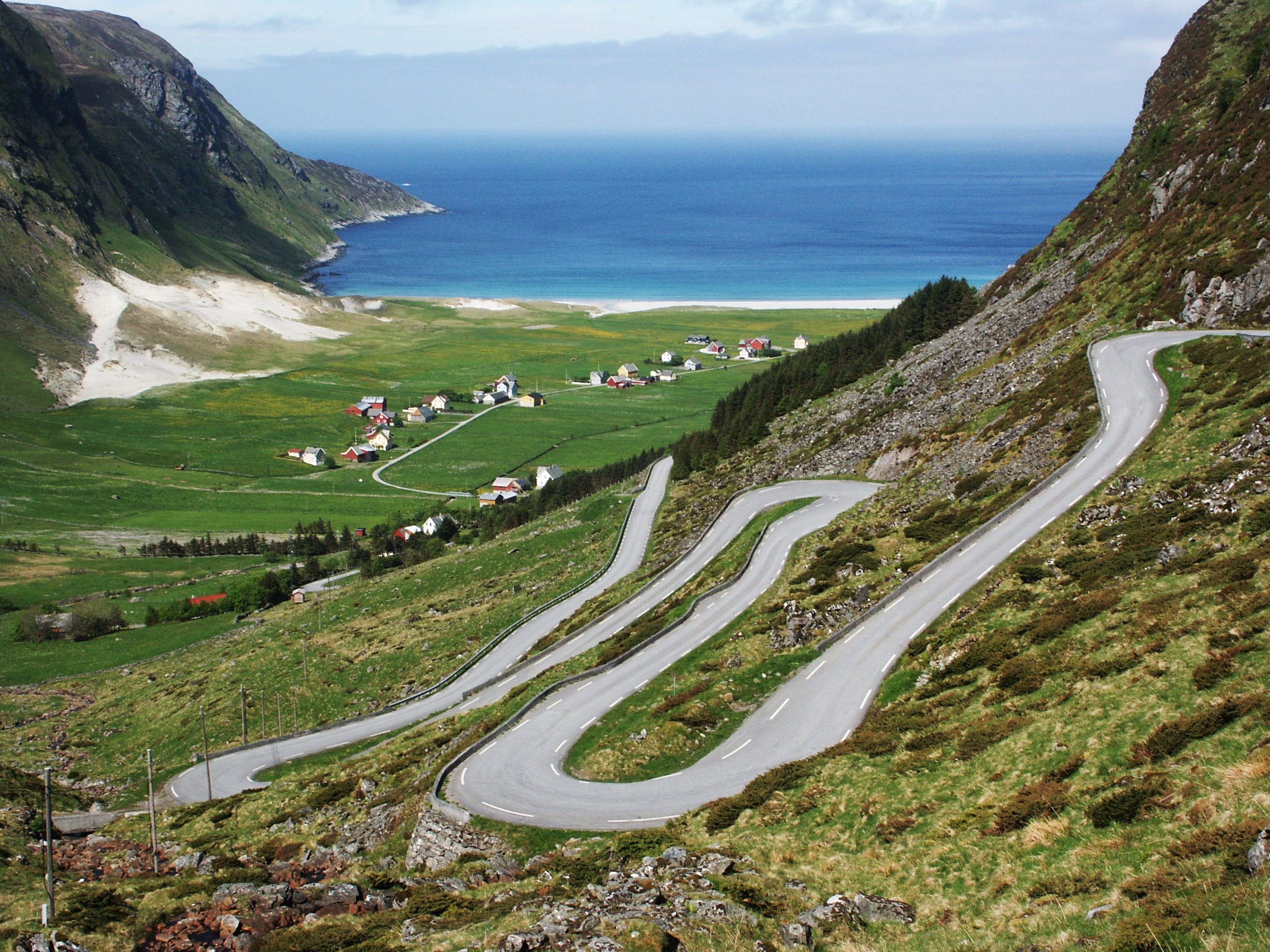
Hoddevik.
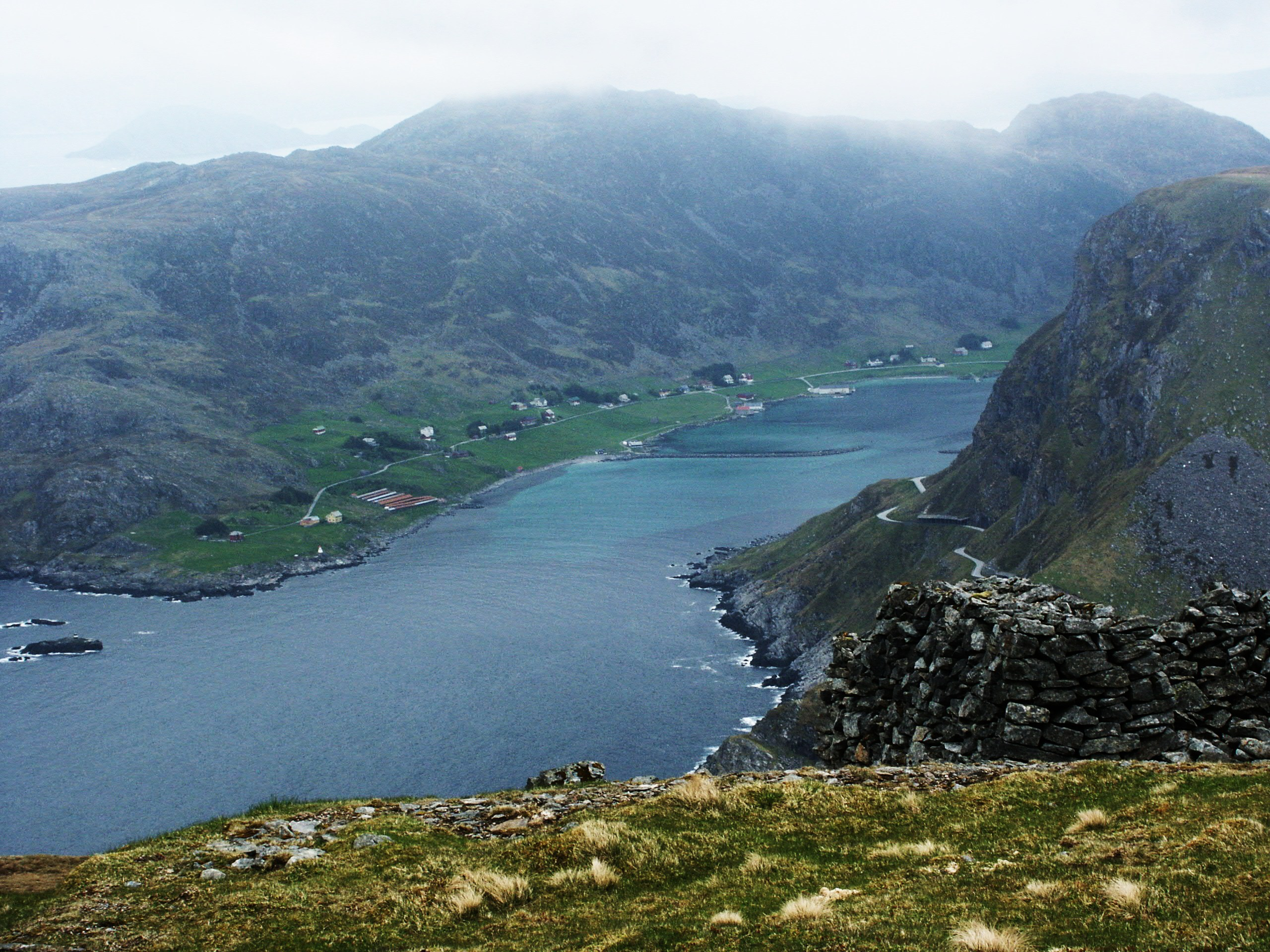
Honningsvåg.